# Arnold Stapil
Arnold Stapil (ur. po 1360, zm. 31 maja 1416 w Lubawie) – biskup chełmiński w latach 1402–1416, kanclerz oraz kapelan, duchowny zakonu krzyżackiego.

## Życiorys
Studiował w Pradze, gdzie w 1388 został magistrem, w 1392 rozpoczął studia w Bolonii.
Wybrany przez kapitułę chełmińską na biskupa 17 marca 1402, zatwierdzony przez papieża Bonifacego IX 26 lipca 1402, konsekrowany na biskupa w Chełmży 22 października 1402 przez ordynariusza diecezji pomezańskiej Jana Möncha.
Zanim został biskupem chełmińskim związany był z Gdańskiem zostając tam proboszczem kościoła św. Mikołaja. Później został kanonikiem w Chełmży. Jako biskup zaangażowany w wojnę polsko-krzyżacką, po klęsce w bitwie pod Grunwaldem, gdzie dowodził oddziałami chorągwi ziemi chełmińskiej i ucieczce do Chełmży złożył hołd królowi Władysławowi Jagielle w 1411. W tym samym roku podpisał akt pokoju toruńskiego. Prowadził proces beatyfikacyjny Doroty z Mątowów. Uczestniczył w podpisaniu rozejmu po tzw. wojnie głodowej 7 października 1414 w Brodnicy. Rozbudował zamek w Lubawie, gdzie też zmarł 31 maja 1416.